# Absdorf
Absdorf är en ort och kommun  i Österrike. Den ligger i distriktet Tulln och förbundslandet Niederösterreich, 35 km nordväst om huvudstaden Wien.